# 道格拉斯 (麻薩諸塞州)
道格拉斯（英語：Douglas）是一個位於美國麻薩諸塞州烏斯特縣的鎮。

## 人口
根據2020年美國人口普查的數據，道格拉斯的面積為97.70平方千米，當中陸地面積為94.20平方千米，而水域面積為3.50平方千米。當地共有人口768人，而人口密度為每平方千米8人。